# Kirovo-Čepeck
Kirovo-Čepeck (rusky Ки́рово-Чепе́цк) je město v Kirovské oblasti v Ruské federaci. Při sčítání lidu v roce 2010 mělo přes osmdesát tisíc obyvatel.

## Poloha
Kirovo-Čepeck leží při ústí řeky Čepcy do Vjatky ve vzdálenosti přibližně třiceti kilometrů na jihovýchod od Kirova, správního střediska celé oblasti.